# Lijst van burgemeesters van Bernheze
Dit is een lijst van burgemeesters van de Nederlandse gemeente Bernheze in de provincie Noord-Brabant sinds haar totstandkoming in 1994 (tot januari 1995 genaamd 'gemeente Heesch').
| Ambtsperiode | Naam burgemeester                    | Partij of stroming | Bijzonderheden |
| ------------ | ------------------------------------ | ------------------ | -------------- |
| 1994 – 2003  | José (J.M.P.J.) van Gorp-van der Ven | CDA / partijloos   |                |
| 2003 – 2011  | Jos (A.A.M.M.) Heijmans              | D66                |                |
| 2011 – 2012  | Jan (A.J.W.) Boelhouwer              | PvdA               | waarnemend     |
| 2012 – 2013  | Willibrord (W.I.I.) van Beek         | VVD                | waarnemend     |
| 2013 – 2023  | Marieke (M.A.H.) Moorman             | PvdA               |                |
| 2023 – 2024  | Antoine (A.A.M.J.) Walraven          | VVD                | waarnemend     |
| 2024 – heden | Mark (M.W.J.M.) de Man               | VVD                |                |